# بیسبال در المپیک تابستانی
بیسبال در بازی‌های المپیک تابستانی نام رویدادهای ورزش بیسبال در بازی‌های المپیک تابستانی است که هر چهار سال یک بار برگزار می‌شود.